# Protosardi

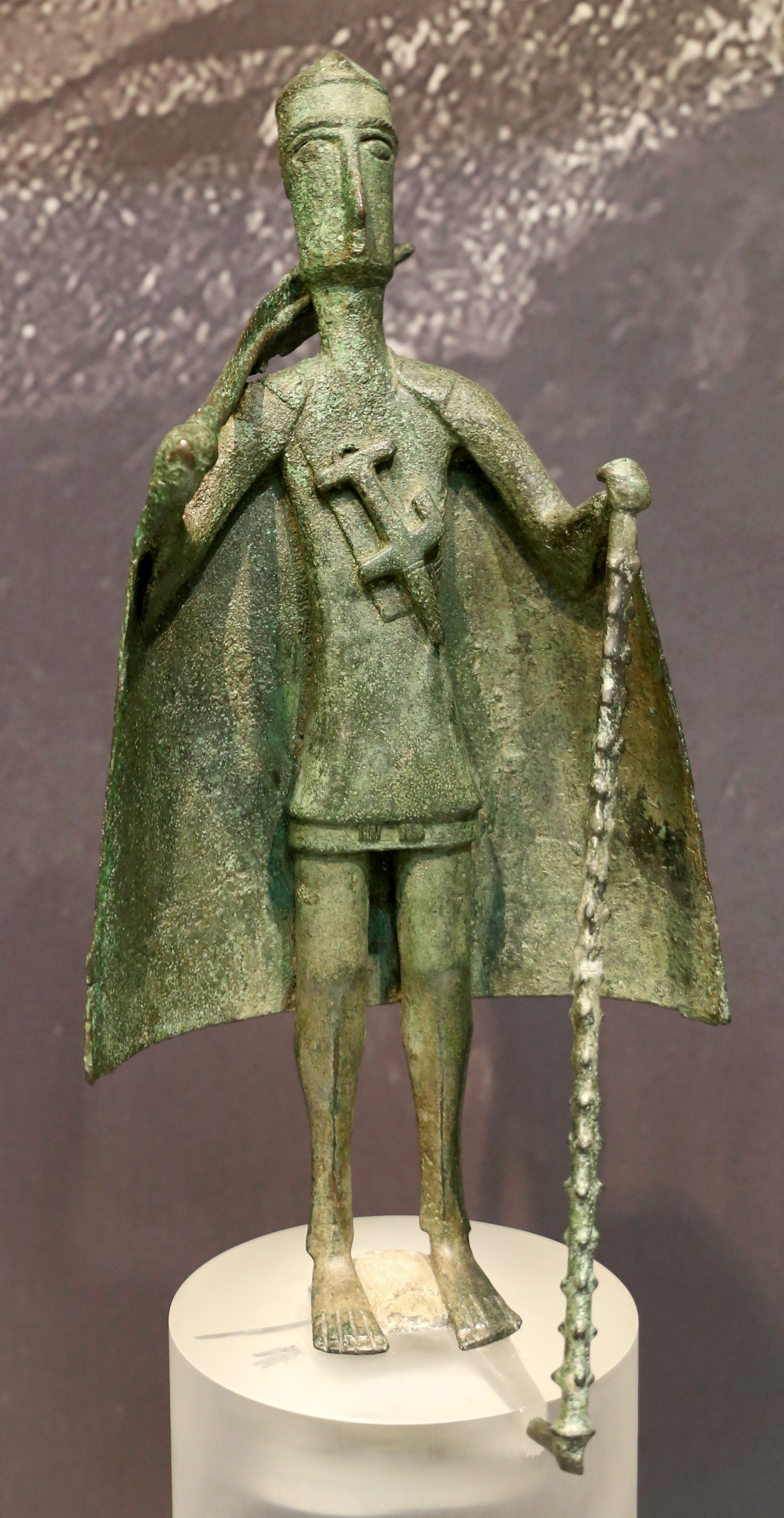
Capo tribù, bronzetto nuragico da Uta.

Con l'appellativo di Protosardi, Paleosardi o, anticamente, Sardiani, si indicano gli abitanti della Sardegna nel periodo prenuragico e nuragico; per quest'ultima epoca è comune l'appellativo di Sardi (etnonimo ed endonimo con cui si indicano i nativi dell'isola anche oggigiorno) o anche di antichi Sardi.

## Etnonimo

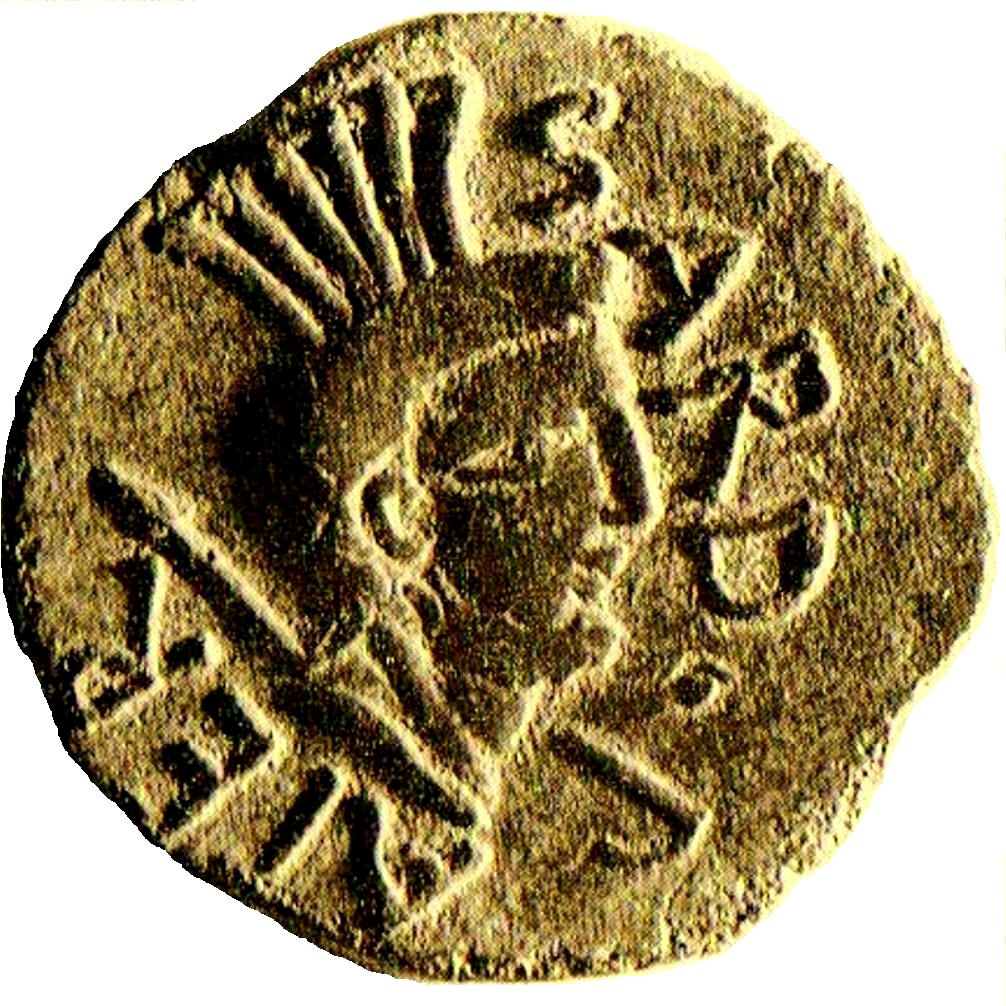
Rappresentazione del Sardus Pater in una moneta romana (59 A.C.)

L'etnonimo "S(a)rd" appartiene a un antico substrato linguistico presumibilmente pre-indoeuropeo (o secondo altri indoeuropeo). Esso fa la sua prima apparizione riportata per iscritto nella stele di Nora, in cui la parola Šrdn reca testimonianza dell'esistenza di tale nome quando i mercanti Fenici approdarono sulle coste sarde. Secondo il Timeo, uno dei dialoghi di Platone, la Sardegna e la sua gente avrebbero ricavato il proprio endonimo da "Sardò" (Σαρδώ), una leggendaria donna proveniente da Sardi (Σάρδεις), capitale dell'antico regno di Lidia in Anatolia. Pausania e Sallustio sostengono invece che i Sardi riportino il nome di Sardo, un leggendario antenato giunto dall'antica Libia (regione con cui allora si identificava non l'omonimo stato, bensì l'intera porzione del Nordafrica a ovest dell'Egitto), figlio di Ercole o di Melqart / Macheride (derivato dal nome Mecur/Macer, a sua volta originato dal berbero imɣur "crescere"), riverito come Sardus Pater Babai ("Padre Sardo" o "Padre dei Sardi") che diede all'isola il proprio nome. Secondo alcuni studiosi, tra cui Giovanni Ugas, Sebastiano Tusa, Robert Drews e Vassos Karageorghis, le popolazioni nuragiche, o parte di esse, sarebbero identificabili con il popolo del mare degli Shardana (šrdn in lingua egizia). L'etnonimo venne poi sottoposto a un processo di romanizzazione, diventando sardus/-i e sarda/-ae. L'elemento "proto" denota uno stadio ancestrale, primigenio, cui si fa risalire l'ipotetico stadio unitario di un gruppo etnico-linguistico.

## Storia

### Età della pietra
Le prime testimonianze dell'Homo sapiens in Sardegna provengono dalla grotta Corbeddu di Oliena, dove è stata rinvenuta una falange umana risalente al 18.000 a.C. (Paleolitico superiore). I dati morfologici paleolitici indicherebbero un forte isolamento della popolazione che mostrava segni di endemismo.

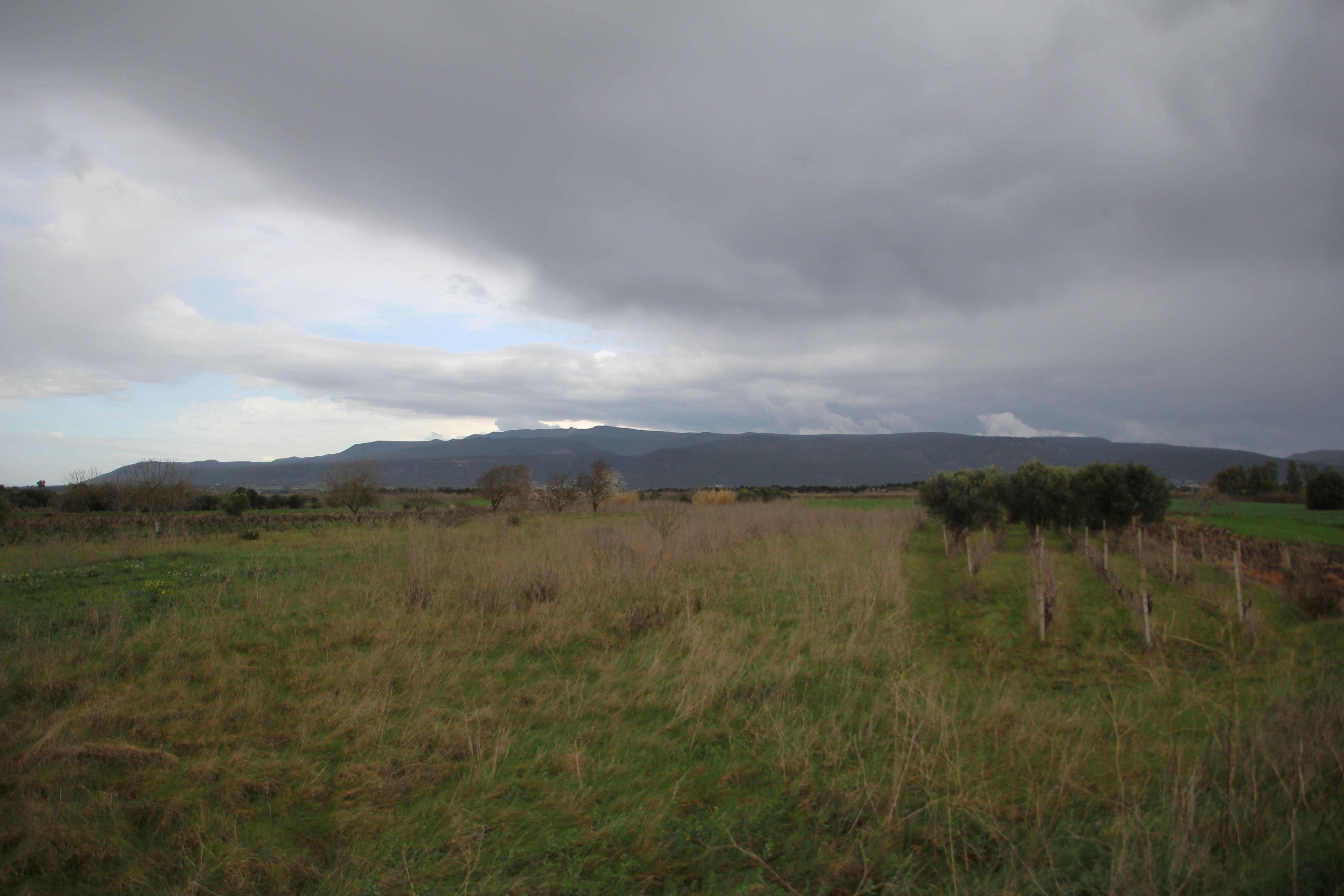
Dal Monte Arci l'ossidiana sarda veniva esportata in gran parte del Mediterraneo nord-occidentale

Al 9.000 a.C. circa (Mesolitico) viene datata una colonizzazione da parte di genti provenienti per mare dalla penisola italiana, le cui tracce sono state scoperte nella grotta Su Coloru di Laerru, nell'Anglona. La navigazione deve aver ricoperto un ruolo importante già in quel remoto passato, vista la diffusione dell'ossidiana proveniente dal Monte Arci in contesti liguri preneolitici.
Nel Neolitico antico si ebbe l'avvento della cultura della ceramica cardiale da est, che segnò l'inizio della rivoluzione agricola sull'isola.
Nel Neolitico recente si sviluppò la cultura di Ozieri che mostrava influenze orientali, in particolare egeiche e cicladiche, mentre la Gallura si contraddistingueva per la civiltà pastorale e "aristocratica" detta cultura di Arzachena, dove compaiono le prime avvisaglie del megalitismo ("tombe a circolo") di ispirazione pirenaica. Secondo moderne indagini archeogenetiche i protosardi neolitici mostravano una maggiore affinità con le popolazioni cardiali dell'Iberia e della Francia del Sud.

### Età dei metalli

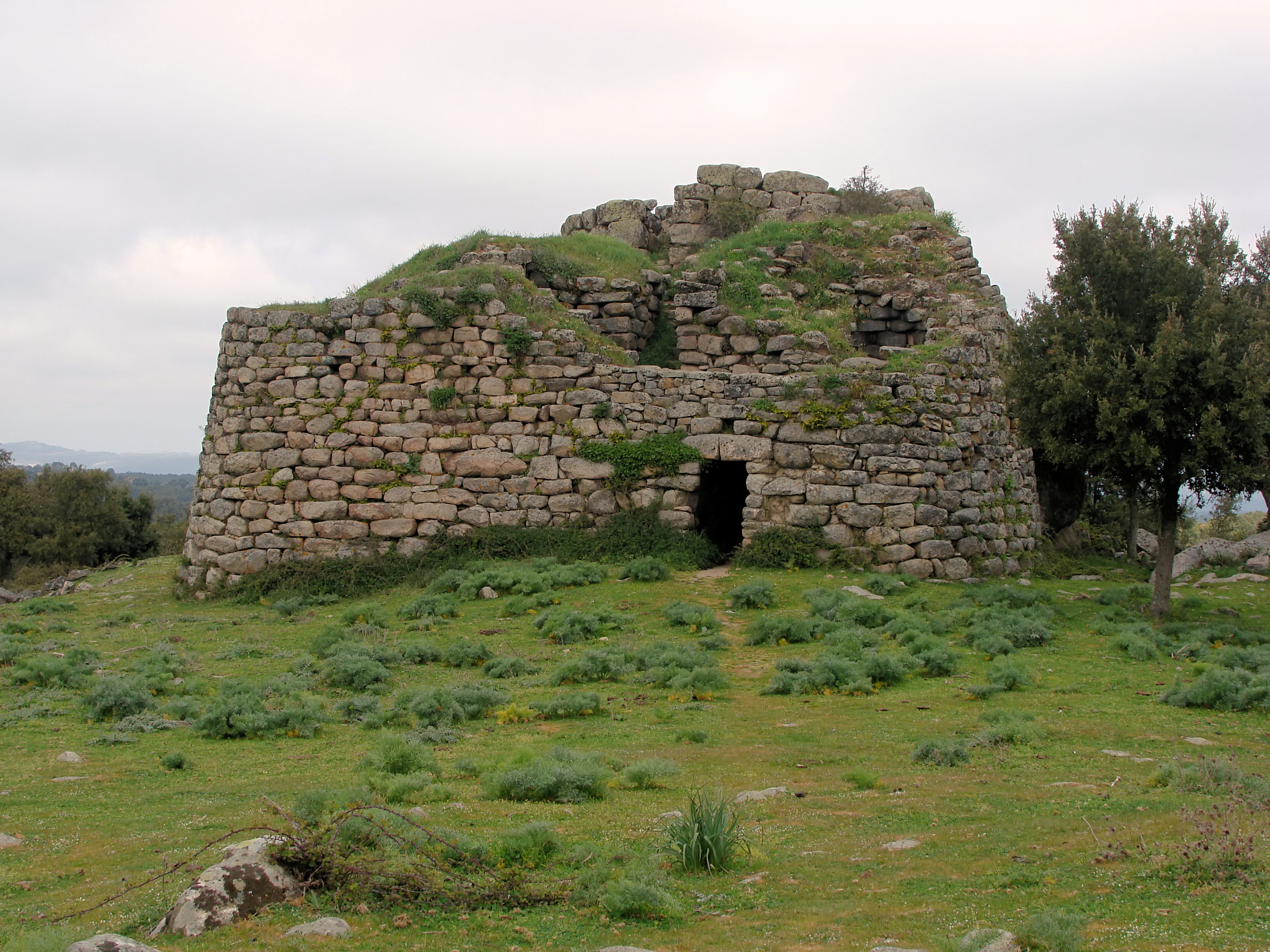
Nuraghe Loelle, Buddusò

La comparsa della metallurgia caratterizzò il III millennio a.C. sull'isola, che avrebbe visto la nascita della cultura di Abealzu-Filigosa e della cultura di Monte Claro, quest'ultima forse propiziata dal sopraggiungere di nuove genti, probabilmente provenienti dall'area egeico-anatolica attraverso la Sicilia.
Durante il tardo Eneolitico e la prima Età del bronzo, in concomitanza con la comparsa della cultura del vaso campaniforme e di quella di Bonnanaro, si diffusero nell'isola nuove popolazioni, giunte in più ondate in piccoli gruppi da varie regioni dell'Europa continentale (Spagna, sud della Francia, Centro Europa, Italia), che si sovrapposero alle popolazioni indigene fino a fondersi con esse. Alcuni individui protosardi di quest'epoca e della successiva fase nuragica, erano portatori di geni dei pastori delle steppe occidentali, che si ritiene abbiano diffuso le lingue indoeuropee in Eurasia.
Nell'epoca dei nuraghi l'isola appariva popolata da tre grandi gruppi tribali i quali, normalmente organizzati in tribù distinte, si coalizzavano in caso di pericolo esterno: gli Iliensi, i Balari e infine i Corsi.
I protosardi subirono a partire dal I millennio a.C. l'influenza fenicia, circoscritta perlopiù alle coste, e poi l'espansionismo militare e politico punico e romano, opponendo a essi resistenza ma assimilandosi gradualmente all'elemento linguistico di quest'ultimo. Nelle fonti classiche del tempo gli antichi abitanti dell'isola vengono già citati con l'attuale denominazione di Sardi in latino e di "Sardonioi" o "Sardianoi" (Σαρδονιοί / Σαρδιανοί) in greco antico.

## Società

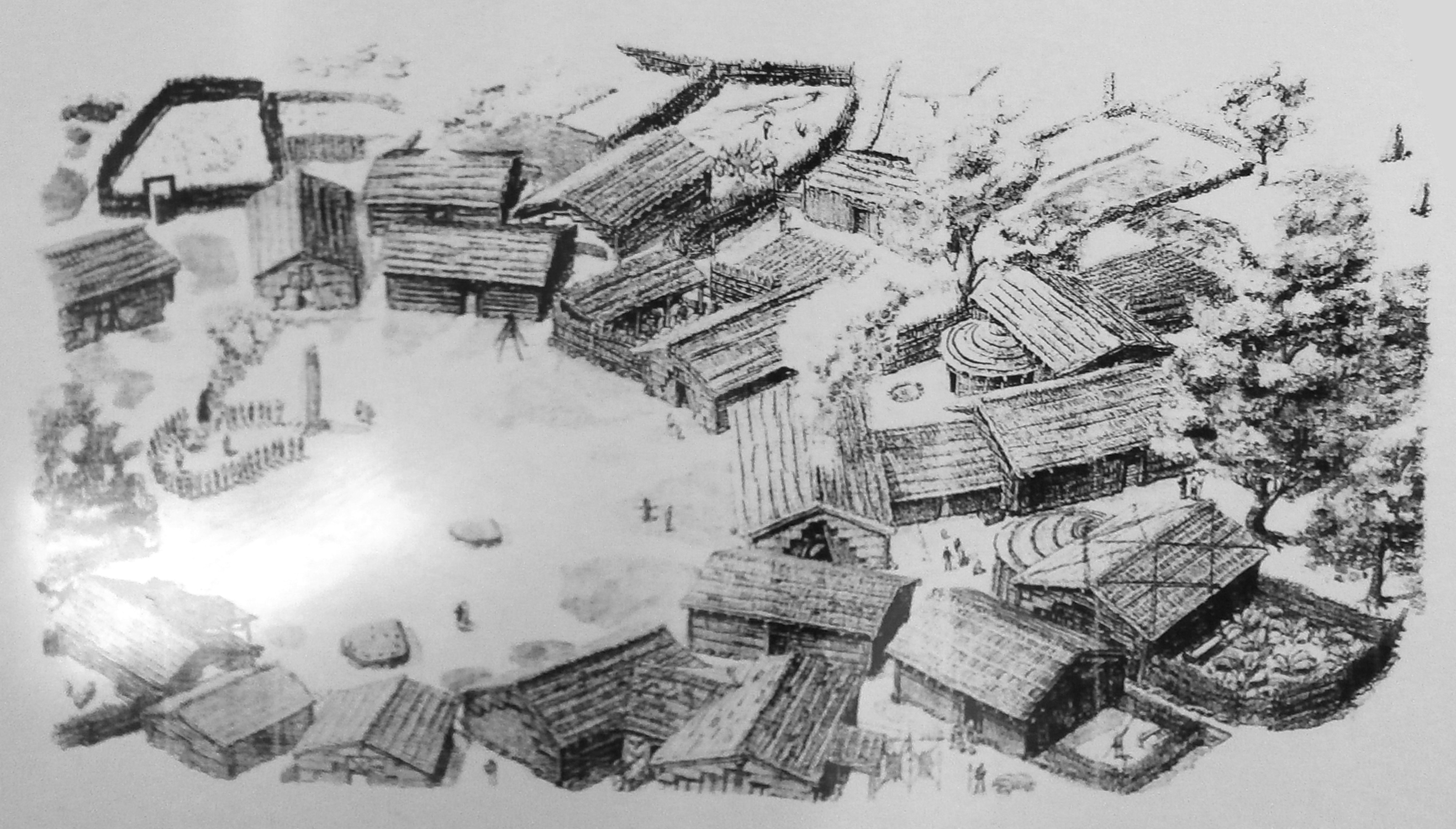
Villaggio di Monte d'Accoddi

La società protosarda paleolitica e mesolitica era basata principalmente su un'economia di sussistenza di caccia e raccolta. A partire dal neolitico la società, di stampo egalitario e matriarcale, divenne di tipo stabile con la costruzione dei primi villaggi di capanne, e incentrata sull'agricoltura e l'allevamento. La società del periodo nuragico era al contrario una società fortemente gerarchizzata divisa in classi sociali, con al vertice guerrieri e sacerdoti, e votata principalmente ad attività agro-pastorali e alla metallurgia.

## Religione

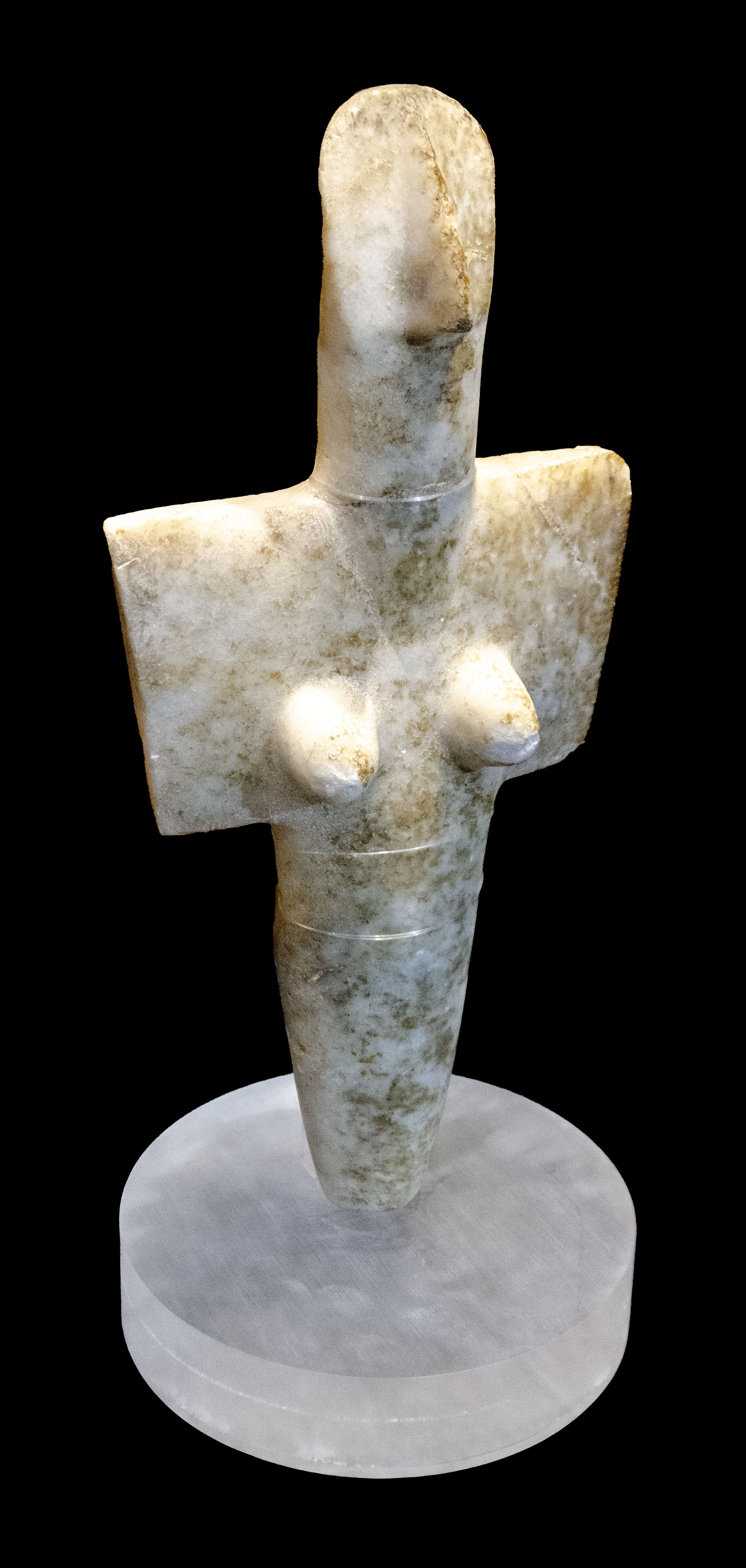
Statuina rappresentate la Dea Madre attribuita alla Cultura di Ozieri

La religione prenuragica si esprimeva attraverso il culto dei defunti e delle divinità. Il culto dei morti veniva esplicato nei sepolcri ricavati scavando la roccia, le Domus de janas. All'era prenuragica è legato specialmente il culto della Dea Madre, testimoniato dal rinvenimento di numerose statuine con tratti femminili accentuati. Una delle più importanti costruzioni religiose di questo periodo è l'altare di Monte d'Accoddi, la cui struttura ricorda per certi aspetti le ziqqurat mesopotamiche.
Col diffondersi dei metalli e delle prime armi in rame il culto della Dea Madre venne lentamente sostituito, sebbene non soppiantato, da una spiritualità più aggressiva, guerriera e "maschile" testimoniata dalle statue stele prodotte dalla cultura di Abealzu-Filigosa alla metà del III millennio a.C..
Nel periodo di transizione fra l'epoca prenuragica e quella nuragica (antica età del bronzo) secondo l'illustre archeologo Giovanni Lilliu avvenne un'ulteriore rottura che porta a rivalutare in toto le antiche credenze proprie di una società pacifica e agricola.
(Giovanni Lilliu, La civiltà nuragica. Carlo Delfino editore Pagg 25,26,27.)
Nel periodo nuragico assunse importanza il culto delle acque che veniva esplicato in particolari templi sotterranei chiamati pozzi sacri. Importante era anche il culto degli antenati-eroi quali Sardo, Norace, Aristeo e Iolao.

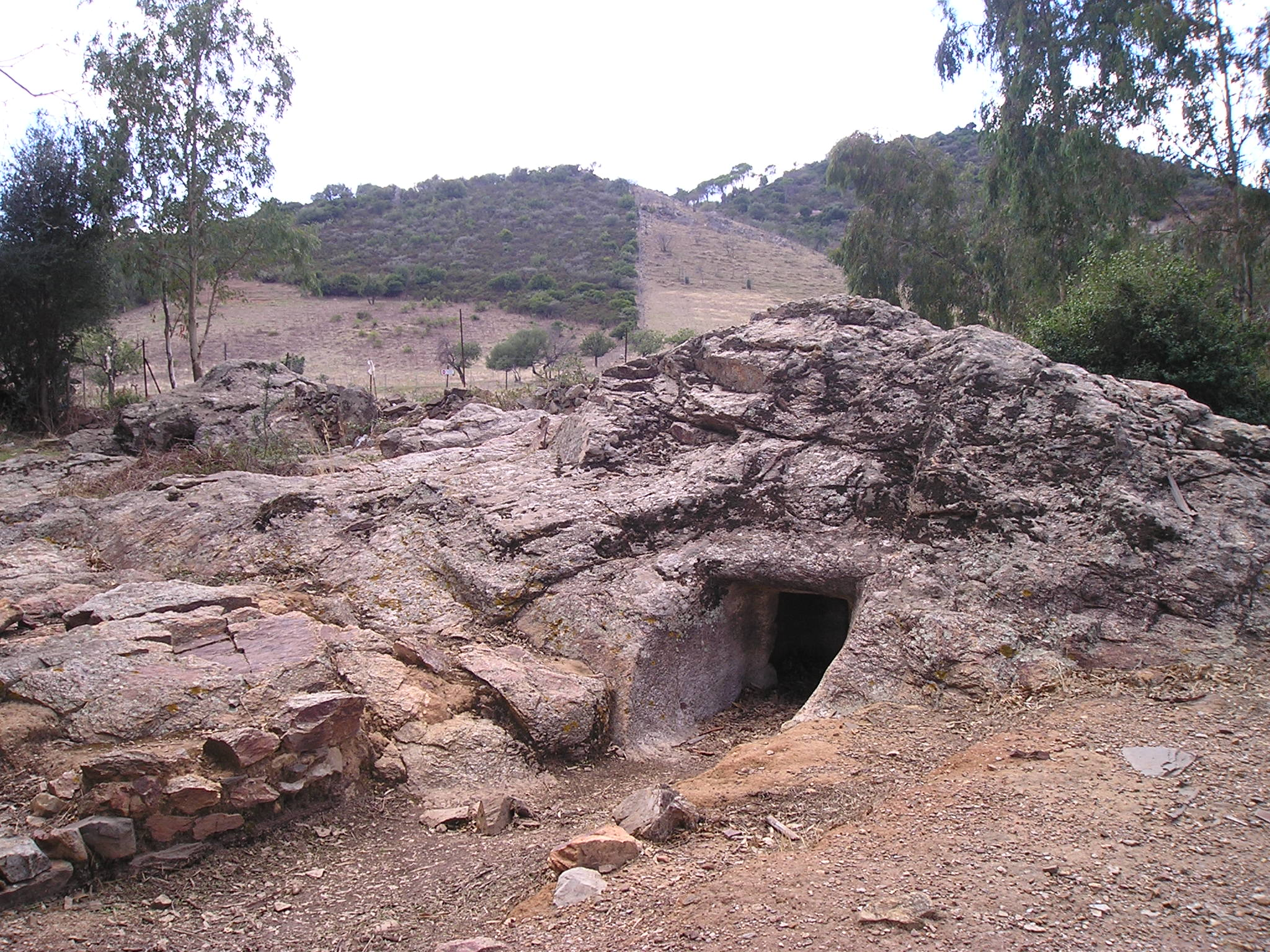
Domus de janas della necropoli di Pranu Narbonis, San Vito

### Usanze funebri

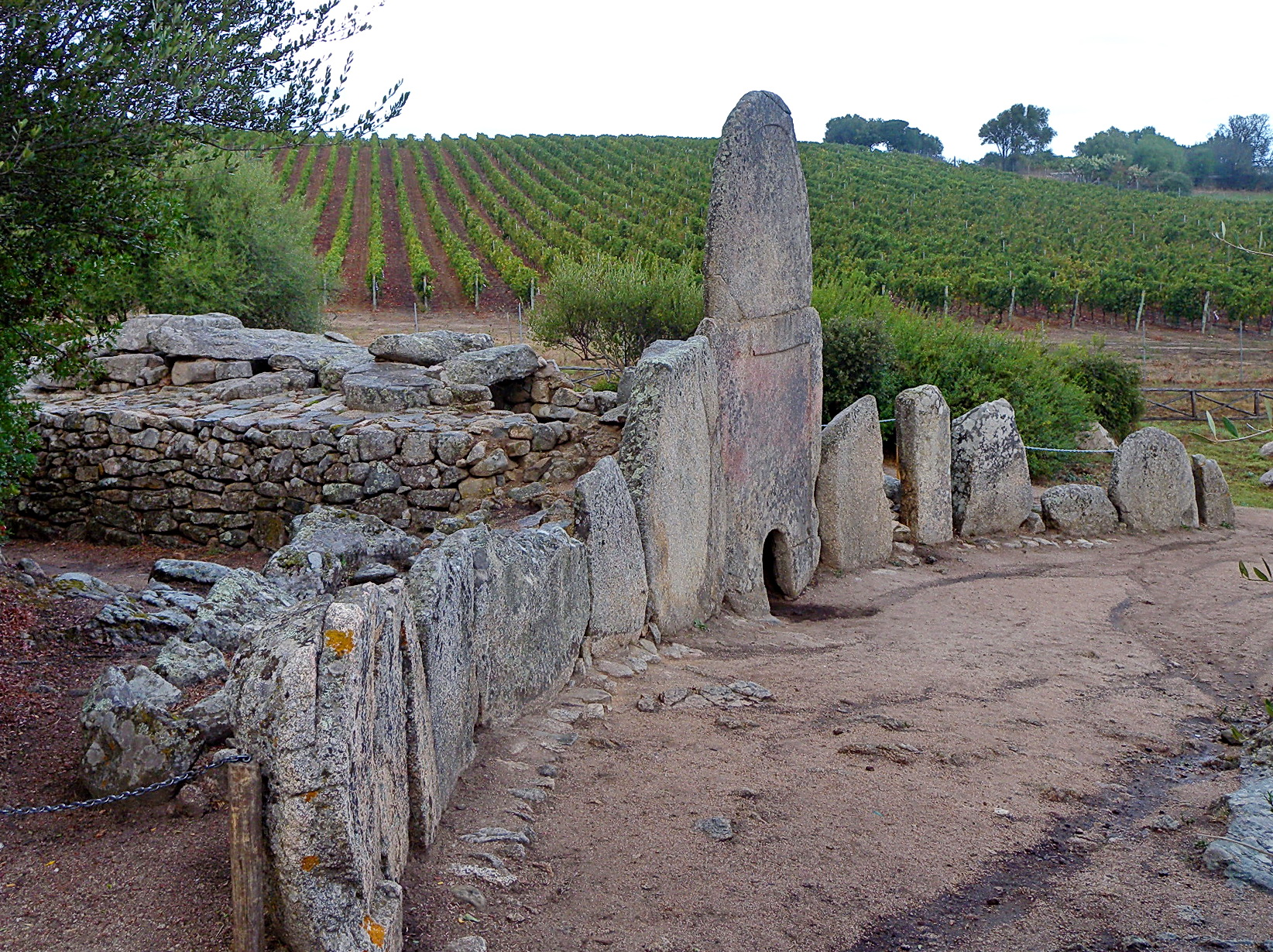
Tomba dei giganti di Coddu Vecchiu, Arzachena

I protosardi praticavano in genere sia l'inumazione che la deposizione secondaria tramite scarnificazione. Al periodo prenuragico risalgono le domus de janas, sepolture ricavate scavando nella roccia, mentre sono databili al periodo nuragico le tombe dei giganti, imponenti costruzioni megalitiche tipiche della Sardegna. Altre tipologie di sepoltura meno frequenti utilizzate dai protosardi nelle varie epoche comprendono: riparo sotto roccia, tafone, grotta, dolmen, fossa, pozzetto, Allée couverte e cista litica.
Sino all'Età del ferro le sepolture erano quasi sempre di tipo "collettivo" ma a partire dalla fase nuragica detta delle "aristocrazie" cominciano diffondersi le sepolture singole (già apparse in periodo prenuragico) forse per via delle influenze portate dai Fenici, che contemporaneamente introdussero in alcune aree dell'isola il rito della cremazione del defunto, usanza che cadde in disuso nel periodo punico, per poi ritornare in auge in età romana.

## Lingua
La lingua (o le lingue) parlata dai protosardi è sconosciuta. Sono state proposte negli ultimi decenni varie teorie basate soprattutto sullo studio di alcuni fitonimi e toponimi di origine pre-latina riscontrabili in alcune località dell'isola, in particolare nelle zone montagnose dell'interno come la Barbagia e l'Ogliastra.
Secondo alcuni studiosi, tra cui Massimo Pittau, la lingua parlata dalle popolazioni nuragiche era di matrice differente rispetto a quelle parlate dalle genti prenuragiche mentre altri, come Eduardo Blasco Ferrer, riconoscono una sostanziale continuità.

### Architettura

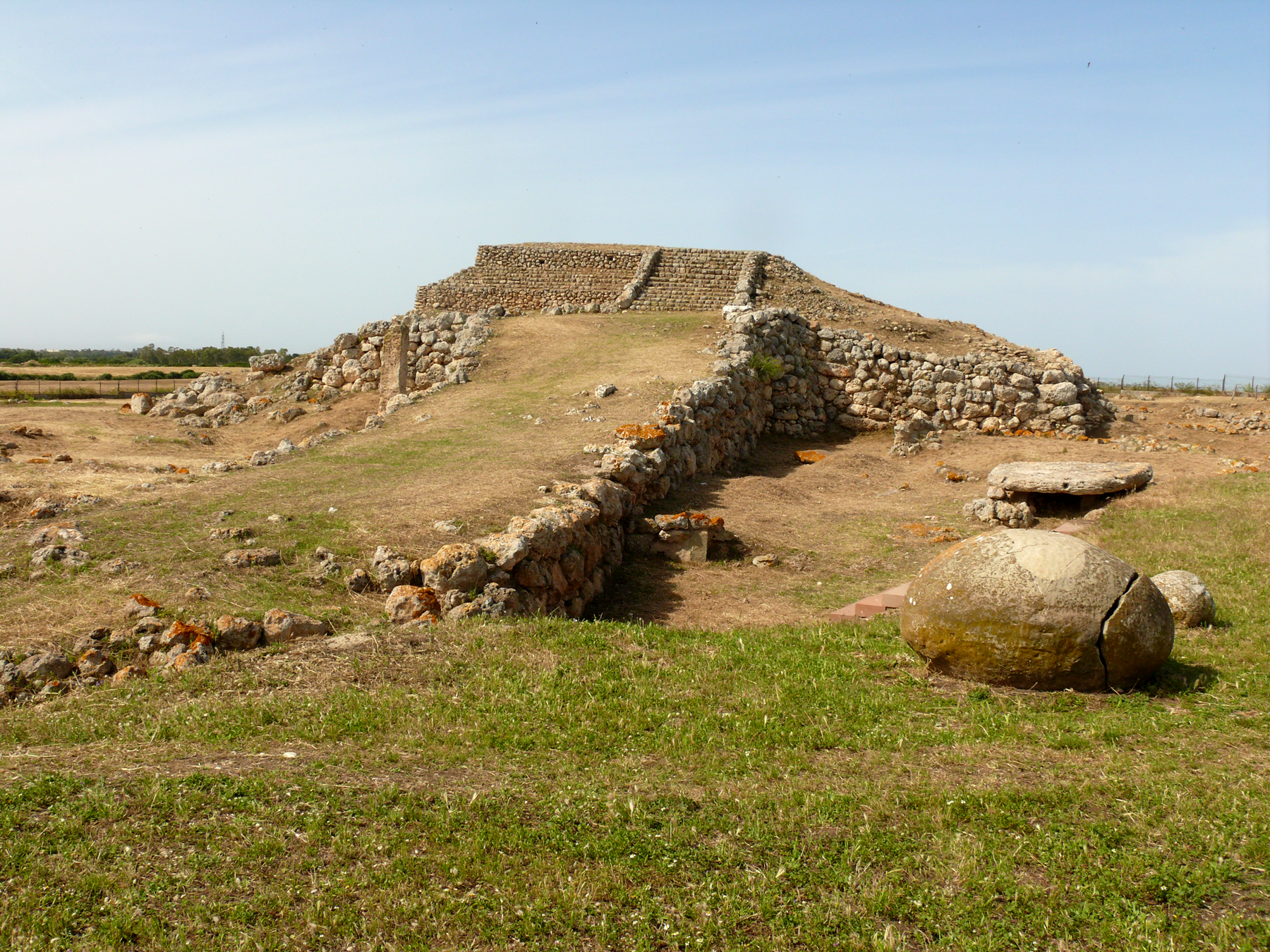
Monte d'Accoddi

Fra le più importanti costruzioni prenuragiche si segnala l'altare megalitico di Monte d'Accoddi (Sassari), edificato e poi restaurato fra il IV e III millennio a.C.. Di rilievo anche i numerosi dolmen tra cui spicca il dolmen di Sa Coveccada, nei pressi di Mores, e le Domus de janas.
Al periodo nuragico appartengono vari edifici tipici fra cui il più noto il Nuraghe, prima di tipo semplice a corridoio (protonuraghe) poi con copertura a tholos e affiancato da varie torri, ma anche i pozzi sacri, i tempietti a "megaron" e le tombe dei giganti.

### Scultura

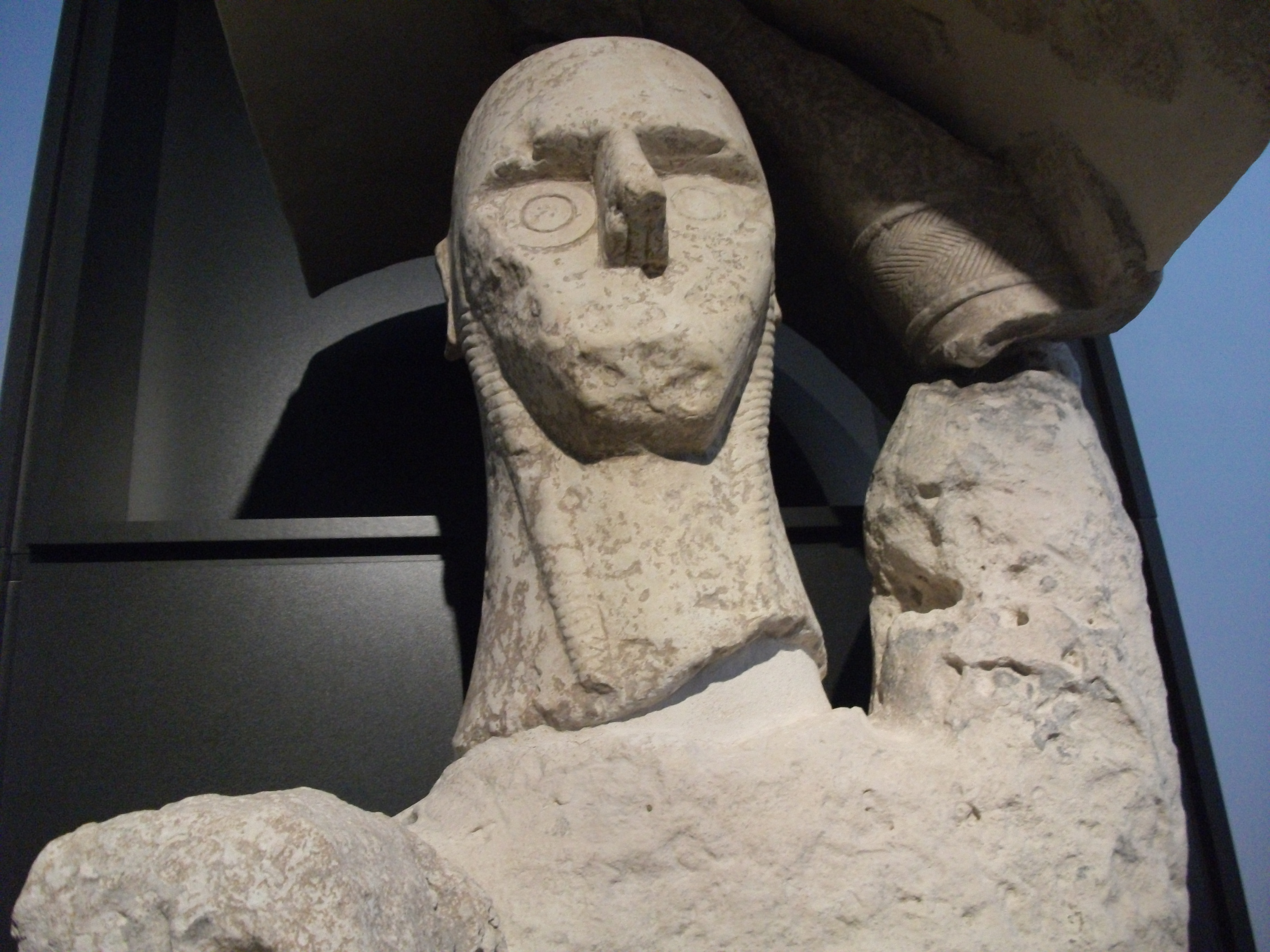
Pugilatore da Monte Prama

I più antichi esempi di scultura protosarda risalgono al neolitico con le statuine-idolo rappresentanti la Dea Madre. Successivamente vengono eretti i Menhir e le Stele, legate anch'esse alla sfera del sacro. Evoluzioni di queste ultime sono le statue stele di tipo sia femminile che maschile e risalenti all'eneolitico che raffigurano spesso, in maniera stilizzata, guerrieri armati di pugnale.
La scultura di tipo antropomorfo scompare in Sardegna nella prima parte del periodo nuragico quando si affermano i Betili, anch'essi di tipo sia femminile che maschile e posti in genere in triade all'entrata delle tombe dei giganti. Ritornerà invece gradualmente a partire dalla fase finale dell'età del bronzo per poi sfociare nei Giganti di Monte Prama, grandi statue antropomorfe a tutto-tondo raffiguranti arcieri, pugilatori e guerrieri.
Al filone della statuaria nuragica appartengono anche i cosiddetti bronzetti. Eseguiti con la tecnica della cera persa hanno un'altezza variabile fino ai 40 cm circa e rappresentano guerrieri, arcieri, sacerdoti, divinità.

## Eredità

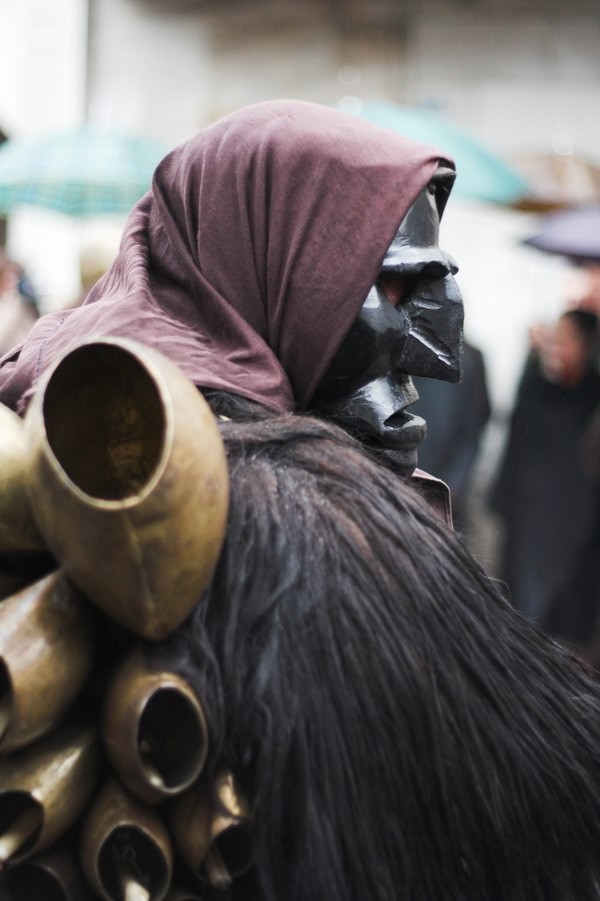
Mamuthone di Mamoiada

L'eredità dei protosardi è ancora presente nell'attuale popolazione dell'isola: moderne indagini antropologiche e genetiche hanno messo in evidenza una continuità ininterrotta fra gli antichi abitanti preistorici e i diversi nuclei odierni. Recenti studi di paleogenomica basati su marcatori nucleari hanno rivelato che i sardi, pur facendo parte del pool genico europeo, presentano delle caratteristiche di arcaicità; l'attuale popolazione isolana infatti ha conservato le caratteristiche genetiche dei primi agricoltori neolitici europei. Tale arcaicità è particolarmente marcata nel massiccio del Gennargentu, mentre le altre regioni dell'isola mostrano (come gran parte dell'Eurasia occidentale) un moderato influsso delle popolazioni della cultura di Jamna, o a esse affini, che si diffusero in Europa occidentale a partire dal calcolitico. Alcune ricerche scientifiche hanno rivelato che i baschi sono la popolazione contemporanea con i livelli più elevati di ascendenza condivisa coi sardi, suggerendo che entrambi i popoli si siano originati da nuclei europei presenti nel mesolitico e nel neolitico. Secondo uno studio di Marcus et al. (2020) il contributo genetico dei protosardi nelle odierne popolazioni isolane è stimabile tra il ~50% (Gallura) e il ~65% (Ogliastra).
Alcuni legami culturali sarebbero inoltre sopravvissuti fino ai giorni nostri, legandosi ai riti e credenze delle zone interne.